# Paradelphomyia issikina
Paradelphomyia issikina är en tvåvingeart som först beskrevs av Alexander 1930.  Paradelphomyia issikina ingår i släktet Paradelphomyia och familjen småharkrankar.
Artens utbredningsområde är Taiwan. Inga underarter finns listade i Catalogue of Life.